# Anseán (Lugo)
Anseán (llamada oficialmente Santa Catarina de Anseán) es una parroquia española del municipio de Corgo, en la provincia de Lugo, Galicia.

## Otras denominaciones
La parroquia también es conocida por el nombre de Santa Catalina de Anseán.

## Organización territorial
La parroquia está formada por siete entidades de población:
- Castro
- Corral
- Lamapulleira
- Mourelle
- Peizás
- Portela (A Portela)
- Torre (A Torre)

## Demografía
| Gráfica de evolución demográfica de Anseán entre 2000 y 2019 |
|                                                              |
| Datos según el nomenclátor publicado por el INE.             |